# Moritz Ludwig
Pour les articles homonymes, voir Ludwig.
Moritz Ludwig né le 14 septembre 2001, est un joueur allemand de hockey sur gazon. Il évolue au poste de défenseur au HTC Uhlenhorst Mülheim et avec l'équipe nationale allemande.

## Carrière
Il a débuté en équipe première le 16 février 2002 contre la France à Potchefstroom lors de la Ligue professionnelle 2021-2022.

## Palmarès
- : 1er à l'Euro U21 en 2019
- : 2e à la Coupe du monde U21 en 2021
- : 2e à l'Euro U21 en 2022
- : 3e à la Ligue professionnelle 2020-2021